# Koks (restaurant)
Koks (stiliseret som KOKS) er en færøsk gourmetrestaurant. Oprindeligt var restauranten placeret i Hotel Føroyar i Tórshavn på øen Streymoy, men blev i 2016 flyttet til Kirkjubøur, sydøst for Tórshavn. I april 2018 flyttede Koks til den nye placering ved Leynavatn. 2021 flyttede Koks til Ilimanaq Lodge ved Ilulissat Isfjord i Grønland.

## Historie
I 2015 blev Koks udnævnt som Årets Restaurant i Norden.
I 2016 blev restauranten midlertidigt flyttet ud til andre lande i Europa, i februar var den i Salzburg i Østrig, og i marts og april blev den midlertidigt flyttet til København, hvor den var en pop-up restaurant i Havnegade.
I februar 2017 modtog restauranten én stjerne i Michelinguiden. Koks bruger primært lokale råvarer som fisk, skaldyr og lam. Stjernen blev fornyet i 2018. Den 18. februar 2019 fik restauranten to Michelin-stjerner.
I november 2017 blev Koks nummer to på White Guide Danmarks liste over de bedste restauranter i det danske kongerige. Derudover vandt chefkokken på Koks, Poul Andrias Ziska, prisen som Årets unge kokketalent.
I december 2021 lukkede Koks sin restaurant ved søen Leynavatn og flyttede til Ilimanaq Lodge, Ilulissat Isfjord i Grønland, mens de ventede på tilladelsen til at bygge en ny restaurant ved Fossdalsgjógv nord for Velbastaður på Streymoy. Den 24.08.2022 blev ansøgningen afvist af det færøske fredningsnævn. Restauranten fortsætter i 2023 i Grønland.